# 에어 서플라이

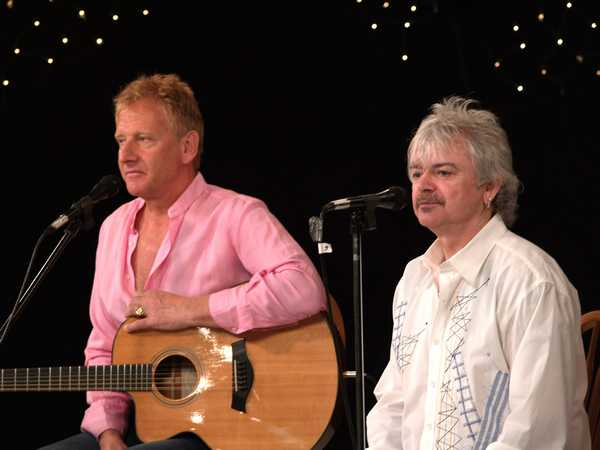
2006년 당시의 에어 서플라이

에어 서플라이(Air Supply)는 1970년대에서부터 이후 1980년대에까지 세계적인 인기를 얻은 오스트레일리아의 남성 소프트 록 음악 듀오 그룹이다.
1970년대의 팝과 스탠더드 발라드를 재해석한 음악 세계를 가진 것으로 평가된다.

## 구성원
- 러셀 히치콕(Russel Hitchcock, 리드 보컬)
- 그레이엄 러셀(Graham Russel, 기타, 보컬)

## 역사
에어 서플라이는 오스트레일리아 시드니에서 1975년에 결성되었다. 처음 이 두 사람은 뮤지컬 《지저스 크라이스트 슈퍼스타》 오디션에서 알게 되었다고 하며, 두 사람 모두 합격하여 뮤지컬 배우로 첫 조우를 하게 된다.
에어 서플라이가 처음부터 듀오였던 것은 아니었다. 1975년 결성 당시에는 프랭크 이슬러 스미스(키보드), 데이비드 모이세(기타), 랄프 쿠퍼(드럼)를 포함하여 모두 5명이었다. 이 5명으로 시드니에서 활동을 시작한 에어 서플라이는 1977년 데뷔 앨범인 《Love & Other Bruises》를 발매했고, 타이틀곡은 앨범과 동명의 곡이었다. 앨범 발표 후 에어 서플라이는 오스트레일리아 전역에서 인기를 얻었다.

## 주요 히트곡
1. 〈The One That You Love〉
2. 〈All Out Of Love〉
3. 〈Making Love Out Of Nothing At All〉
4. 〈I Can Wait Forever〉
5. 〈Lost In Love〉
6. 〈Even The Nights Are Better〉
7. 〈Goodbye〉
8. 〈Without You〉

## 음반 목록

### 정규
- 《Air Supply》 (1976)
- 《The Whole Thing's Started》 (1977)
- 《Love & Other Bruises》 (1977)
- 《Life Support》 (1979)
- 《Lost in Love》 (1980)
- 《The One That You Love》 (1981)
- 《Now and Forever》 (1982)
- 《Air Supply》 (1985)
- 《Hearts in Motion》 (1986)
- 《The Christmas Album》 (1987)
- 《The Earth Is...》  (1991)
- 《The Vanishing Race》  (1993)
- 《News from Nowhere》  (1995)
- 《The Book of Love》  (1997)
- 《Yours Truly》  (2001)
- 《Across the Concrete Sky》  (2003)
- 《Mumbo Jumbo》  (2010)